# کیک نعنایی کندل
کیک نعنایی کندل (انگلیسی: Kendal Mint Cake) نوعی کیک یا بیسکوئیت تخت است که با شکر، گلوکز و نعنای فلفلی تهیه می‌گردد. این خوراکی انگلیسی به شکلی سنتی هنگامی تناول می‌شود که مردم برای پیاده‌روی و کوهنوردی به مناطق خارج شهر می‌روند.